# A Knight In York
A Knight in York er det andet livealbum fra den britisk/amerikanske folkrockgruppe Blackmore's Night. Albummet blev optaget i efteråret 2011 i Opera House i York, England, og det blev udgivet i 2012. Det kom ind som #2 på New Age Billboard Charts, og som#2 på German DVD Charts samt som 8# på German Album Charts. Albummet nåede også #46 i Østrig og #85 i Schweiz. Det består hovedsageligt af sange fra deres to foregående albums Secret Voyage og Autumn Sky.

## Track listing
1. "Locked Within the Crystal Ball" – 5:06
2. "Gilded Cage" - 4:18
3. "The Circle" - 7:17
4. "Journeyman" - 6:58 (Nordman cover)
5. "World of Stone" - 6:14
6. "The Peasant's Promise" - 5:11
7. "Toast to Tomorrow" - 4:48
8. "Fires at Midnight" - 9:44
9. "Barbara Allen" - 5:27
10. "Darkness" - 3:30
11. "Dance of the Darkness" - 3:47
12. "Dandelion Wine" - 6:07
13. "All the Fun of the Fayre" - 4:07
14. "First of May" - 3:35 (Bee Gees cover)

## Charts
| Hitliste (2012)       | Højeste placering |
| --------------------- | ----------------- |
| German Albums Chart   | 8                 |
| Russian Albums Chart  | 24                |
| Austrian Albums Chart | 46                |
| Swiss Albums Chart    | 85                |